# Sodovka

Sodovka ve sklenici; CO_{2} uniká v podobě bublinek

Sodová voda neboli sodovka, sifon či sycená nebo perlivá voda je pitná voda uměle nasycená oxidem uhličitým, který vytváří ve vodě bubliny. CO2 je ve vodě převážně rozpuštěn, jen méně než 1 % připadá na nedisociovanou kyselinu uhličitou (H2CO3), která je velmi nestabilní a samovolně se rozkládá na oxid uhličitý a vodu, avšak za dostatečného tlaku (cca 120 kPa) drží pohromadě. Proto také otevřená láhev „vyprchá“ mnohem rychleji, než zavřená, kde se požadovaný tlak snadno vytvoří právě uvolňováním zmiňovaného plynu.
Oxid uhličitý způsobuje zvýšenou tvorbu ghrelinu, a tak může vést ke zvýšenému příjmu potravy.
Perlivou vodu lze zakoupit v běžných obchodních řetězcích balenou v plastové či skleněné lahvi, v čistých nebo ochucených variantách. Tvoří základ všech sycených nápojů a lze si ji připravit i doma pomocí tlakové lahve a zásobníku s oxidem uhličitým, podobně jako sprej se šlehačkou, kde místo oxidu uhličitého se používá oxid dusný.

## Historie
| Voda sodová prodává se ve všech hlavních ulicích a na náměstích ve zvláštních k tomu účelu zřízených kioskách personalem dívčím, neb i u kupců a v trafikách. Sklenice sodovky 2 kr., s limonádou malinovou, citrónovou, vanilkovou, melounovou, jakož i voda železitá a vinná 3—4 kr. sklenice. (Praha 1891) |
| |

Sodová voda vznikla v druhé polovině 18. století a její vynález je připisován dvěma autorům, kteří ji vynalezli nezávisle na sobě. V roce 1771 to byl švédský chemik Torber Bergman, kterému se podařilo smísit vodu s plynným oxidem uhličitým, získávaným při reakci sody s kyselinou – proto název „sodová“, přestože již nemá se sodou ani se sodíkem nic společného. V roce 1772 to byl anglický sládek Joseph Priestley, který jímal oxid uhličitý vznikající při kvašení piva a poté ho míchal s vodou.
V době před druhou světovou válkou také vyráběli cukráři „sodovku“ tak, že do ovocné šťávy nebo do roztoku kyseliny citronové přidávali jedlou sodu, která s kyselinou reagovala a za vývinu oxidu uhličitého, který se dále ve vodě rozpouštěl, vznikala „sodovka“, jejíž název byl odvozen od použité jedlé sody. Zde je jistá asociace s moravským označením „sodovka“ pro perlivé ovocné limonády, kdežto obyčejné sycené vodě se zde říká „sifon“.

## Sycené limonády
Dnes je sodová voda základem při výrobě všech druhů limonád, od roku 1888 je takto sycena Coca-Cola  a nebo od roku 1897 Baťovka.
Vyrábí se mísením – sycením vody oxidem uhličitým. Pro domácí použití je známá tzv. sifonová láhev nebo větší výrobníky sodové vody – sodobary. V sodobarech je umístěn tzv. saturátor (karbonátor) naplněný stlačeným oxidem uhličitým, do kterého se rozstřikuje voda. Ze saturátoru je pak odváděna hotová sodová voda přímo k výčepnímu kohoutu. Sodobar pro profesionální účely bývá vybaven chlazením a přimícháváním ochucovadel pro přípravu limonád. Nejnověji je v USA experimentálně provozovaný automat Coca-Cola až s desítkami přísad, navíc navzájem prakticky libovolně kombinovatelných.[zdroj?]
Pokud je obsah oxidu uhličitého pod 2 g/l, jedná se o nesycenou limonádu. Coca-cola obsahuje až 8 g/l.

## Kyselka
Přírodní roztok oxidu uhličitého ve vodě s obsahem alespoň 1 g/l volného rozpuštěného oxidu uhličitého je kyselá minerální voda zvaná kyselka. Podle návrhu vyhlášky z roku 2009 se však označení „kyselka“ mělo používat pro přírodní minerální vody (přirozeně sycené) s obsahem volného CO2 nad 0,25 mg/l.
- běloveská kyselka Ida
- bílinská kyselka
- kyselka Praga
- nezdenská kyselka
- vratislavická kyselka
- hanácká kyselka
- minerální voda Il sano

## Sodovka versus sifon
Sodovka, soda neboli sodová voda se nazývá též sifon, zejména na Moravě. Limonáda se moravsky nazývá sodovka a samo slovo „limonáda“ se spíše neužívá. Slovník spisovné češtiny pro školu a veřejnost (Academia Praha 1994) i Etymologický slovník Jiřího Rejzka (LEDA Voznice 2001) uvádějí sodovku jako první význam slova sifon a neznačí u něho žádnou nářeční ani stylovou příznačnost. Nový akademický slovník cizích slov (Academia Praha 2005) uvádí jako první význam tlakovou nádobu na sodovku a současně i sodovku, zvláště z této nádoby.